# 日隅一雄
日隅 一雄（ひずみ かずお、1963年1月30日 - 2012年6月12日）は、日本の弁護士、元産経新聞記者。インターネット新聞「News for the People in Japan」の立ち上げの中心人物および編集長。「ヤメ蚊」を自称するマスコミ出身の弁護士である。ネット視聴者内での通称は「オレンジ」（理由は後述）「ひずみん」等。

## 人物
広島県生まれ。1987年京都大学法学部卒業。産経新聞社へ入社し、記者として1992年まで勤務。1996年司法試験合格。1998年に弁護士登録。
弁護士としては東京第二弁護士会所属。NHK番組改変問題、山一抵当証券事件、動燃記者発表自殺強制事件などを担当。グリーンピース宅配便窃盗事件ではグリーンピース側の代理人（顧問弁護士）、NHK番組改変問題の裁判では原告（VAWW-NETジャパン）側の代理人を務める（裁判は最高裁で敗訴）。2006年に発生した栃木警官発砲事件では、中国人遺族の代理人を務める。2007年11月26日に「News for the People in Japan」を設立。
2009年の民主党政権誕生の際には、ブログ等で積極的に支持。その後も自民党の政策について過去の問題も含め批判し続けながら（個々の政権・政府ではなく、政党そのものを捉えるスタンス）、民主党の政策を肯定・擁護する発言を繰り返すとともに、民主党政権・政府による変革・成果を強調した。菅政権以降、政府への批判を強める一方で、過去に民主党によって政治がよくなるとの発言を伝えたことに対する説明は行われていない。
自由報道協会発足後は会員として参加。東日本大震災、福島第一原子力発電所事故後には東電の会見に連日参加した。2011年4月4日深夜には木野龍逸と共に放射能汚染水1万トンの海洋投棄について「責任者は発表できない」とする東電広報担当者に食い下がり、ついには栗田広報部課長から「汚染水流出決定の責任者は武藤栄副社長です」との言質を取った。この会見時に着ていたパーカーの色から、ニコニコ生放送、Ustream中継を観ていた視聴者から以後「オレンジ」との愛称で呼ばれることが多かった（ニコニコ生放送で放送された追悼番組内で本人もこの愛称で呼ばれることを喜んでいたとの談話が私生活でも友人であった木野龍逸によって明かされている）。
2011年5月に末期の胆囊癌で余命半年と告知されるが、その後も激痛と闘いつつ東京電力会見などで取材、執筆活動を継続。2012年1月の自由報道協会賞では、敬意を表して大賞に「日隅一雄賞」の名前が付けられた。
第一回授与式の挨拶では「チベットの高僧のように焼身自殺しようかと」と自虐的なジョークを発言し、その場にいた自由報道協会のメンバーから笑いが起こったことが後に問題視された。この発言がインターネットにおいて僧侶の自殺問題を伝え続けているチベット人に発見され、ツイッターで「日本人全員がチベットの事に関心を持たなくても良いですが、我々の事を馬鹿にしないで欲しいです」と批判された。一連の抗議に関しては、『チベットの偉大な僧侶達に比べて自分はあまりに小さい、自己犠牲を厭わぬ彼らの崇高な生き方を見習い強圧的な東電・政府への抗議をするために同じ道を選び「日隅一雄賞」に権威を与えるべきかもしれない』、という意味であったと釈明している。
2012年6月12日20時28分、がん性腹膜炎のため死去。享年49。

## 著書

### 単著
- 『マスコミはなぜ「マスゴミ」と呼ばれるのか――権力に縛られたメディアのシステムを俯瞰する』2008年 現代人文社
- 『マスコミはなぜ「マスゴミ」と呼ばれるのか（補訂版）――権力に縛られたメディアのシステムを俯瞰する』2012年 現代人文社
- 『「主権者」は誰か――原発事故から考える』2012年 岩波ブックレット
- 『国民が本当の主権者になるための5つの方法』2012年 現代書館
- 『原発事故報道のウソから学ぶ――市民が主人公となる社会のために』2012年 わが子からはじまる クレヨンハウス・ブックレット

### その他
- 編訳、青山貞一（監修）『審議会革命――英国の公職任命コミッショナー制度に学ぶ』2009年 現代書館
- 自由報道協会編『自由報道協会が追った3.11』2011年 扶桑社
- 木野龍逸と共著『検証 福島原発事故・記者会見――東電・政府は何を隠したのか』2012年 岩波書店